# Elena Faba de la Encarnación
Elena Faba de la Encarnación (Barcelona, 23 de juny de 1963) és una empresària i política catalana, diputada al Congrés dels Diputats en la XI i XII legislatures.
És llicenciada en Psicologia i va obtenir el títol de Tècnic Superior en Publicitat, Comunicació i Relacions Públiques per UB (Universitat de Barcelona). Reconeguda experta en estratègia digital, treballa com a empresària i actualment és presidenta del Círculo de Mujeres de Negocios.
Fou escollida diputada per Barcelona en la llista de Ciutadans - Partit de la Ciutadania a les eleccions generals espanyoles de 2015 i 2016.